# Campeonato Sudamericano de Voleibol Masculino Sub-19 de 2014
El XIX Campeonato Sudamericano de Voleibol Masculino Sub-19 es un torneo de selecciones que se llevará a cabo en Paipa, Colombia del 10 al 13 de septiembre de 2014. El torneo es organizado por la Confederación Sudamericana de Voleibol (CSV) y otorga dos cupos para el Campeonato Mundial de Voleibol Masculino Sub-19 de 2015.

## Equipos participantes
- Argentina
- Brasil
- Chile
- Colombia

## Grupo único
– Clasificados a la final. 
     – Pasan a disputar la clasificación del 3.º al 4.º lugar.

## Fase Final
| Fase         | Fecha            | Encuentro          | Resultado | Set   | Set   | Set   | Set   | Set | Puntuación total | Tiempo | Reporte |
| Fase         | Fecha            | Encuentro          | Resultado | 1     | 2     | 3     | 4     | 5   | Puntuación total | Tiempo | Reporte |
| ------------ | ---------------- | ------------------ | --------- | ----- | ----- | ----- | ----- | --- | ---------------- | ------ | ------- |
| Tercer Lugar | 14 de septiembre | Colombia - Chile   | 1 - 3     | 27:29 | 22:25 | 25:17 | 23:25 |     | 97 - 96          |        |         |
| Final        | 14 de septiembre | Argentina - Brasil | 3 - 0     | 25:21 | 25:23 | 25:23 |       |     | 75 - 67          |        |         |

## Campeón
| Argentina           |
| Campeón             |
| Argentina 3° título |

## Posiciones finales
| Pos | Equipo    |
| --- | --------- |
|     | Argentina |
|     | Brasil    |
|     | Chile     |
| 4   | Colombia  |

## Clasificados alCampeonato Mundial de Voleibol Masculino Sub-19 de 2015
| Bandera de Argentina | Bandera de Brasil | Bandera de Chile |
| Argentina            | Brasil            | Chile            |